# Хідан
Хідан (яп. 飛段) — ніндзя-зрадник з Югакуре (селища Гарячих Джерел). Колишній партнер Какузу, похований живцем у поєдинку з Шікамару Нара. Він належить до релігії Джашін, яка закликає до руйнування, не дозволяючи залишати свого супротивника живим. Перед початком битви Хідан молиться до Джашіна, просячи сили вбити свого опонента, а в разі програшу — прощення. Після битви, незважаючи на час, Хідан проводить тридцяти-хвилинний ритуал для подяки своєму богові.

## Зовнішність
Зовні Хідан є молодиком з сірим волоссям, тіло котрого майже повністю вкрите плаще Акацукі, а тулуб - всередині оголений. Під час використання техніки ритуального прокляття, тіло Хідана змінює колір, його шкіра починає висвічувати контури "скелету", а фонова частина є чорною.

## Особистість
Хідан відданий жазі битви шаленець, який має дивні поєднання фанатизму, садизму та подеколи - чіткого аналізу. Зазвичай, поза битвою характер Хідана можна описати як "безтурботно-садиський". Через власні ритуали для свого бога Джашина, він є безтурботним, не боїться болю та вплітатися у різні бійки, навіть найдрібніші. Часто любить дратувати Какузу. Під час битв керується скоріше фанатичною кровожерливістю, аніж аналізом та обмірковуванням стратегій сутички.  Полюбляє хизуватися своєю релігійністю та неохоче вступає в сутички зі священнослужителями, зважаючи на свою віру. 

## Біографія
Змолоду Хідан цікавився практиками релігійного фанатизму та прийняв релігію бога Джашина. Не знайшовши однодумців серед односельців, він вирішує покинути рідне селище. Там його вербують Акацукі, обіцяючи йому спрямувати його здібності в правильному руслі та для великої мети. Хідан не надто прив'язується до діяльності Акацукі, розглядаючи свою участь в організації лише як частину власного шляху служіння Джашинові. Через те що вони мають доволі різні пріоритети з Какузу, Хідан любить дратувати напарника, незважаючи на погрози останнього. 

## Здібності та зброя
- Коса з трьома лезами - величезний предмет, яким Хідан користується під час поєдинку. Завдає ворогові важких фізичних поранень, а також дає можливість здобути трохи крові суперника задля проведення ритуалу прокляття. Коса має гнучке та пружне керування. може бути запущена вперед та радіус розмаху нею може бути надзичайно довгим (аж до 5 метрів).
- Ритуал Прокляття - одна зі смертоносних технік Хідана, його козир. Техніка передбачає пов'язування тіла Хідана з тілом його ворога. Щоб ритуал був чинним потрібно: стояти в колі, вимальованому власною кров'ю та скуштувати крові суперника. Всі пошкодження, які ворог завдає Хіданові під час ритуалу відчувають як виконувач, так і жертва ритуалу. Біль, який відчуває жертва трансофрмується у вигляді екстазу до тіла Хідана. Під час ритуалу жертва беззахисна і легко може бути вбита, якщо Хідан вдарить себе в серце чи інші життєво важливі органи.
- Безсмертя - Хідан регулярно проводить певні ритуали зі своїм тілом, які дають йому безсмертя.

## Цікаві факти
- Хоча скрізь в аніме говориться, що Хідан безсмертний, серед фанатів серії існує впевненість. що Хідан все-таки мертвий, оскільки щоб підтримувати безсмертя, він має регулярно проводити ритуали зі своїм тілом, а оскільки все його тіло є розчленованим і закопаним живцем, Хідан не має змоги це робити. Однак підтверджень на користь цієї теорії не знайдено.